# Bobby Vee
Bobby Vee nome d'arte di Robert Thomas Velline (Fargo, 30 aprile 1943 – Rogers, 24 ottobre 2016) è stato un cantante statunitense.
Ebbe successo negli anni sessanta e 34 suoi singoli entrarono nella Billboard Hot 100, dieci dei quali nella Top 20. Conosciuto inizialmente come interprete di canzoni popolari, registrò successi internazionali negli anni sessanta come Devil or Angel, Rubber Ball, More Than I Can Say, Run To Him, The Night Has a Thousand Eyes e Come Back When You Grow Up.

## Carriera
La carriera di Bobby Vee iniziò nel mezzo di una tragedia. Il 3 febbraio 1959, giorno popolarmente chiamato "il giorno in cui la musica morì", in un incidente aereo persero la vita Buddy Holly, Richie Valens, e The Big Bopper. L'aereo precipitò vicino a Clear Lake, in Iowa, ed era diretto verso Moorhead, in Minnesota, in cui doveva tenersi la data successiva del tour. Vee, che allora aveva quindici anni, aveva una band di scolari assemblata in fretta a Fargo chiamata Bobby Vee and The Shadows, si offrì come volontario per rimpiazzare Holly e la sua band a Moorhead. La performance fu un successo, e fu determinante per la carriera iniziale di Vee.
Il suo primo singolo risale al 1959 e si intitola Suzie Baby, una canzone inedita incisa per la Soma Records di Minneapolis che accenna a Peggy Sue di Buddy Holly; la canzone si fa notare abbastanza da essere comprata dalla Liberty Records all'inizio degli anni sessanta. Il singolo seguente, una cover di What Do You Want di Adam Feith, arrivata al primo posto nel Regno Unito, restò nelle basse posizioni della classifica di Billboard. Fu il suo quarto singolo, una rivisitazione della ballata Devil or Angel dei The Clovers, a dargli il successo, mentre con il singolo successivo, Rubber Ball, divenne una celebrità internazionale.
Il singolo Take Good Care of My Baby, pubblicato nell'estate del 1961, arrivò al primo posto nella classifica Billboard Hot 100 per tre settimane ed al terzo in quella del Regno Unito.
Vee è anche un pioniere dei video musicali, apparve in parecchi film musicali ed anche nei primi Scopitone, dei particolari juke box che permettevano di vedere video musicali in pellicole da 16 millimetri. Nel 1999 gli venne assegnato il Roughrider Award ed è stato incluso nella Rockabilly Hall of Fame. Viene menzionato nel film No Direction Home: Bob Dylan, in cui viene citata una breve associazione musicale con Bob Dylan e il fatto che Dylan si facesse chiamare Bobby Vee dopo il successo di Suze Baby. All'inizio della sua carriera Vee conobbe Dylan, che allora si faceva chiamare Elston Gunn, il quale suonò brevemente nella sua band.
In prosecuzione di carriera, Vee ha suonato all'American Bandstand Teather a Branson (Missouri). Nell'ottobre del 2007 ha fatto un tour in Australia con Lesley Gore e Billy "Crash" Craddock.
Il 12 maggio 2008 è stata pubblicata la raccolta The Very Best of Bobby Vee.
Da tempo sofferente della malattia di Alzheimer, è scomparso nel 2016 all'età di 73 anni.. Si era esibito in pubblico fino al 2011.

## Vita privata
Da bambino Bobby passava le estati con i cugini nella Tuomala Family Farm a Perth, nel Dakota del Nord. Ha vissuto a Beverly Hills per decenni, ma poi è ritornato ad Avon, nel Minnesota.
Vee si sposò una sola volta (rimanendo vedovo nel 2015) ed ebbe quattro figli. Ha sempre continuato la sua attività di musicista internazionale assieme alla sua band, The Vees, nella quale suonano i due suoi figli maggiori, Jeff e Tommy Vee. Il suo figlio più giovane, Robby Vee, è a sua volta un musicista.

## Riconoscimenti
- Young Hollywood Hall of Fame (1960's)

## Discografia

### Album
- "Velline Thomas Robert - Nothing like a sunny day"  (1972)
- "The Very Best of Bobby Vee" (2008)

### Singoli
| Data di pubblicazione | Titolo                           | Etichetta discografica | Posizioni in classifica | Posizioni in classifica             | Posizioni in classifica                | Posizioni in classifica     |
| Data di pubblicazione | Titolo                           | Etichetta discografica | Classifica USA          | Hot Adult Contemporary Tracks (USA) | Classifica dei singoli del Regno Unito | Hot R&B/Hip-Hop Songs (USA) |
| --------------------- | -------------------------------- | ---------------------- | ----------------------- | ----------------------------------- | -------------------------------------- | --------------------------- |
| 1959                  | "Suzie Baby"                     | Liberty                | 77                      | --                                  | --                                     | --                          |
| 1960                  | "What Do You Want"               |                        | 93                      | --                                  | --                                     | --                          |
|                       | "Devil or Angel"                 |                        | 6                       | --                                  | --                                     | 22                          |
|                       | "Since I Met You Baby"           |                        | 81                      | --                                  | --                                     | --                          |
|                       | "Rubber Ball"                    |                        | 6                       | --                                  | 7                                      | --                          |
|                       | "Everyday"                       |                        |                         | --                                  | --                                     | --                          |
| 1961                  | "Stayin' In"                     |                        | 13                      | --                                  | --                                     | --                          |
|                       | "More Than I Can Say"            |                        | 61                      | --                                  | --                                     | --                          |
|                       | "How Many Tears"                 |                        | 63                      | --                                  | --                                     | --                          |
|                       | "Take Good Care of My Baby"      |                        | 1                       | --                                  | 3                                      | --                          |
|                       | "I Can't Say Goodbye"            |                        | 92                      | --                                  | --                                     | --                          |
|                       | "Run To Him"                     |                        | 2                       | --                                  | --                                     | --                          |
|                       | "Walkin' With My Angel"          |                        | 53                      | --                                  | --                                     | --                          |
| 1962                  | "Please Don't Ask About Barbara" |                        | 15                      | --                                  | --                                     | --                          |
|                       | "Sharing You"                    |                        | 15                      | --                                  | --                                     | --                          |
|                       | "Punish Her"                     |                        | 20                      | --                                  | --                                     | --                          |
|                       | "The Night Has a Thousand Eyes"  |                        | 3                       | 2                                   | --                                     | 8                           |
| 1963                  | "Charms"                         |                        | 13                      | 5                                   | --                                     | --                          |
|                       | "Never Love a Robin"             |                        | 99                      | --                                  | --                                     | --                          |
|                       | "Be True To Yourself"            |                        | 34                      | --                                  | --                                     | --                          |
|                       | "Yesterday and You"              |                        | 55                      | --                                  | --                                     | --                          |
|                       | "A Letter From Betty"            |                        | 85                      | --                                  | --                                     | --                          |
| 1964                  | "Hickory, Dick And Doc"          |                        | 52                      | --                                  | --                                     | --                          |
|                       | "I'll Make You Mine"             |                        | 52                      | --                                  | --                                     | --                          |
| 1965                  | "Cross My Heart"                 |                        | 99                      | --                                  | --                                     | --                          |
|                       | "Every Little Bit Hurts"         |                        | 84                      | --                                  | --                                     | --                          |
|                       | "Keep On Trying"                 |                        | 85                      | --                                  | --                                     | --                          |
| 1966                  | "Look at Me Girl"                |                        | 52                      | --                                  | --                                     | --                          |
| 1967                  | "Come Back When You Grow Up"     |                        | 3                       | --                                  | --                                     | --                          |
|                       | "Beautiful People"               |                        | 37                      | --                                  | --                                     | --                          |
| 1968                  | "Maybe Just Today"               |                        | 46                      | --                                  | --                                     | --                          |
| 1968                  | "Do What You Gotta Do"           |                        | 83                      | --                                  | --                                     | --                          |
|                       | "Medley-My Girl-Hey Girl"        |                        | 35                      | --                                  | --                                     | --                          |
| 1969                  | "Let's Call It A Day Girl"       |                        | 92                      | --                                  | --                                     | --                          |

## Filmografia
- Swingin' Along (1962)
- Play It Cool (1962)
- Just For Fun (1963)
- C'mon, let's Live a Little (1967)